# Svartstjärtad myrfågel
Svartstjärtad myrfågel (Myrmoborus melanurus) är en fågel i familjen myrfåglar inom ordningen tättingar.

## Utseende och läte
Svartstjärtad myrfågel är en liten (12,5 cm) enhetligt sotfärgad myrfågel. Hanen är mörkt skiffergrå, ljusare på buken. På ansiktet, strupen, vingarna och stjärten är den mörkare, nästan svart. Vingtäckarna är vitspetsade, vilket formar tunna vingband. På ryggen finns en halvt dold vit fläck. Ögat är rött. Honan har brun ovansida och stjärt och otydligt avgränsad sotfärgad ögonmask. Undersidan är vitaktig med beige ton på bröstet och lite brunt på sidorna. Lätet består av en högljudd och snabb serie med klara fallande "tew".

## Utbredning och status
Fågeln förekommer i tropiska nordöstra Peru och angränsande Brasilien (västligaste Amazonas). Den behandlas som monotypisk, det vill säga att den inte delas in i några underarter.

## Status
Baserat på beräkningar av framtida avskogning i Amazonområdet och artens beroende av ursprunglig skog tros arten minska relativt kraftigt i antal. IUCN kategoriserar arten som nära hotad.